# Roland Dumas
Roland Dumas (Limoges, 23 de agosto de 1922 - 3 de julio de 2024) fue un político y abogado francés. 

## Biografía
Miembro del Partido Socialista, que desempeñó el cargo de Ministro de Relaciones Exteriores de Francia entre 1984 hasta 1986 y, nuevamente, 1988 hasta 1993, durante la presidencia de François Mitterrand. Además, entre 1995 y 2000 fue presidente del Consejo Constitucional. 
Fue albacea de Pablo Picasso, y realizó los trámites necesarios para trasladar el cuadro Guernica de vuelta a España desde Nueva York, última voluntad del pintor.
Fue acusado en el escándalo de la empresa Elf Aquitaine, por lo que tuvo que renunciar a su cargo en el Consejo Constitucional en 2000 y fue condenado a seis meses de prisión en el 2001.